# グリ・エッゲ
グリ・エッゲ（Guri Egge, 1948年6月6日 - ）は、ノルウェーのソプラノ歌手。父クラウスは作曲家、弟ケティルは俳優、夫クレシミル・シプシュは指揮者である。
オスロに生まれ、地元の音楽院で学び、1971年にロバート・レヴィンとのリサイタルで声楽家デビューを果たした。その後、ウィーンで研鑽を積み、1980年から1986年までノルウェー国立歌劇場の合唱団でも歌った。その後ノルウェー放送の歌手として活動し、1988年にノルウェー国立歌劇場のベルリン公演で成功を収め、翌年にウィーン・カンマーオーパーに登場して名声を確立した。
2001年より、オラヴ・アントン・トンメセンの室内オペラ・プロジェクトに参加。

## 註
1. ↑  snl.no

| スタブアイコン | サブスタブ | この項目は、まだ閲覧者の調べものの参照としては役立たない、歌手に関連した書きかけの項目です。この項目を加筆・訂正などしてくださる協力者を求めています（P:音楽/PJ:芸能人）。 |